# Juan de Pareja

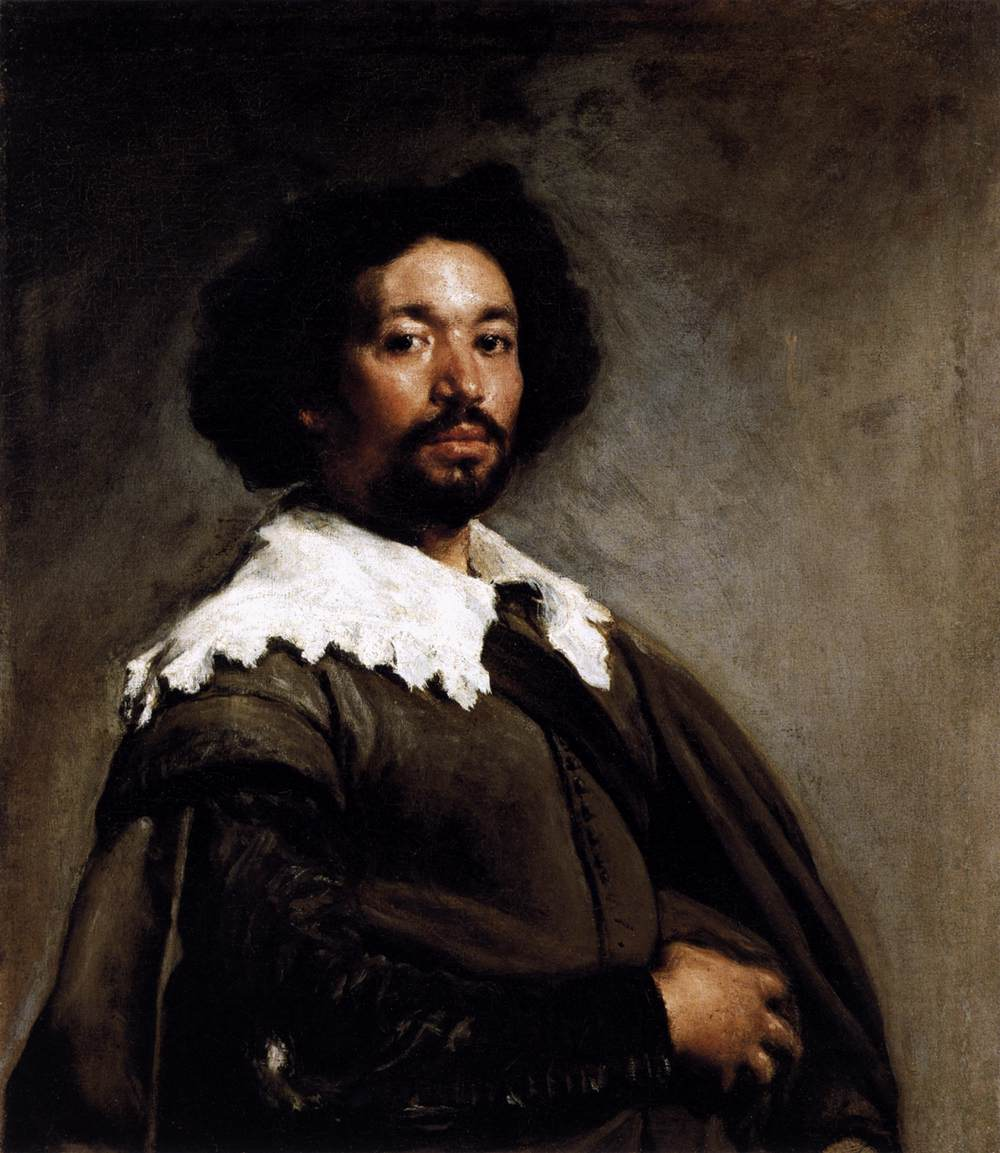
Portret van Pareja door Velázquez (1650). Dit werk uit het Metropolitan Museum of Art van New York werd geschilderd enkele maanden vóór Pareja een vrij man werd.

Juan de Pareja (Antequera, ca. 1606 — Madrid, 1670) was een Spaanse schilder, geboren in slavernij. Hij werkte in het atelier van Diego Velázquez, die hem in 1650 vrijliet. Een tiental werken van Pareja zijn bewaard, onder meer in het Prado in Madrid en in de Hermitage in Sint-Petersburg.

## Leven
Juan de Pareja werd geboren in slavernij als zoon van een tot slaaf gemaakte vrouw van Afrikaanse afkomst en een blanke Spaanse vader. Hij werd beschreven als een morisco, wat kon duiden op afstammelingen van Iberische moslims die zich tot het katholicisme hadden bekeerd óf op personen van wie één ouder mulat was en de andere Spaans.
In de Spaanse slavenmaatschappij was het niet ongebruikelijk dat ook kunstenaars er hadden. Uit bewaarde documenten blijkt dat Pareja van 1634 tot 1653 regelmatig optrad als getuige voor Velázquez en diens gezin, wat aantoont dat hij kon schrijven. In 1649 vergezelde hij zijn meester op een tweejarige reis naar Italië. Ze deden Venetië aan en waren in 1650 in Rome, waar Velázquez lid werd van de Congregazione dei Virtuosi in de Santa Maria della Consolazione, de kerk die de oude Romeinen nog hadden gekend als het Pantheon. Op hun feestdag 19 maart hielden de leden van de congregatie de traditionele tentoonstelling van hun werk in het portiek van het Pantheon. De Spaanse meester oogstte lof met het portret van zijn slaaf Pareja, die in levenden lijve aanwezig was om de gelijkenis in de verf te zetten. Palomino, de biograaf van Pareja, tekende deze episode op uit de mond van Andries Smidt, een Antwerpse schilder die na zijn verhuizing van Rome naar Madrid nog herinneringen had aan de indruk die het portret had gemaakt. Zes maanden na dit succes, op 23 november, ondertekende Velázquez de manumissio van Pareja. Met deze vrijlating handelde hij naar het door de paus uitgeroepen jubeljaar 1650.
Het te Rome bewaarde document van de manumissie stipuleerde uitdrukkelijk dat de vrijlating ook geldig was binnen het Spaanse Rijk, maar dat ze pas zou ingaan nadat Pareja nog vier jaar voor Velázquez had gewerkt. Dit was een gebruikelijke praktijk om de vrijheid te "verdienen". Pareja bleef inderdaad werken in het atelier van Velázquez, en dat zelfs langer dan de vooropgestelde vier jaar. Na Velázquez' dood in 1660 werd hij de assistent van diens schoonzoon Juan Bautista Martínez del Mazo. In parallel maakte Pareja vanaf zijn vrijlating een carrière als onafhankelijk meester aan het Spaanse hof. Hij stierf in 1670.

## Werk
In zijn portretten, zoals dat van hofarchitect José de Ratés, volgde Pareja de stijl van zijn meester. Hij maakte ook religieuze schilderijen, waarin hij dichter aanleunde bij barokke meesters als Francisco Ricci en Juan Carreño. In de gesigneerde Roeping van Matteüs zien we Pareja's zelfportret. Intenser van kleur is de Doop van Christus uit 1667.
Er zijn slechts een tiental werken van Pareja's hand bekend:

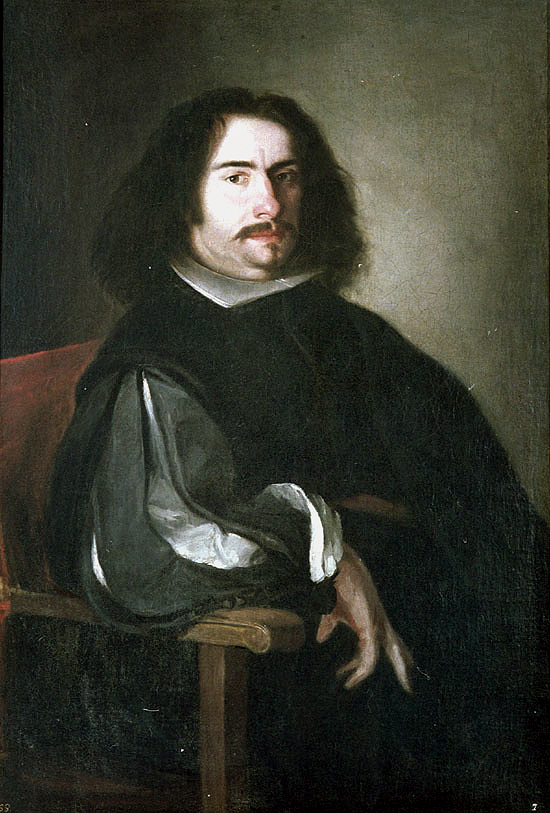
Portret van Agustín Moreto (ca. 1648–1653)
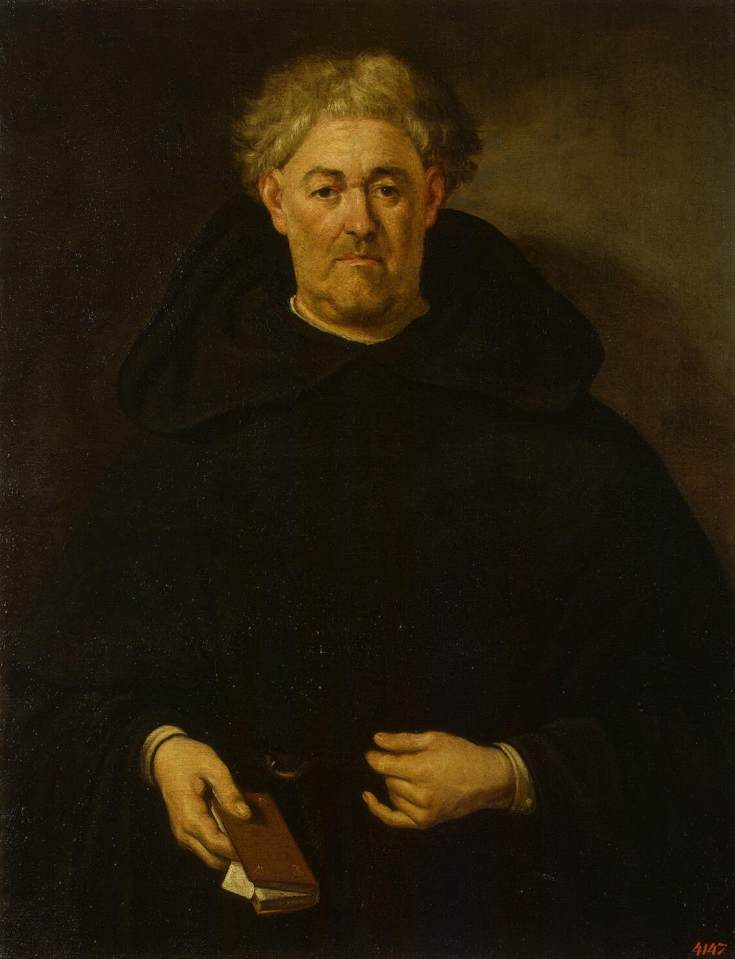
Portret van een monnik (1651)
- Portret van koning Filips IV van Spanje (ca. 1656)
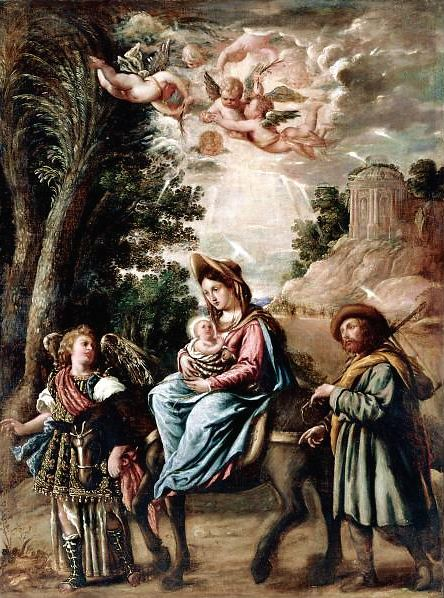
De vlucht naar Egypte (1658)
- Onbevlekte ontvangenis (1658)
- De roeping van Matteüs (1661)
- De doop van Christus (1667)
- Johannes de Evagelist en Orontius
- De dame van Guadalupe
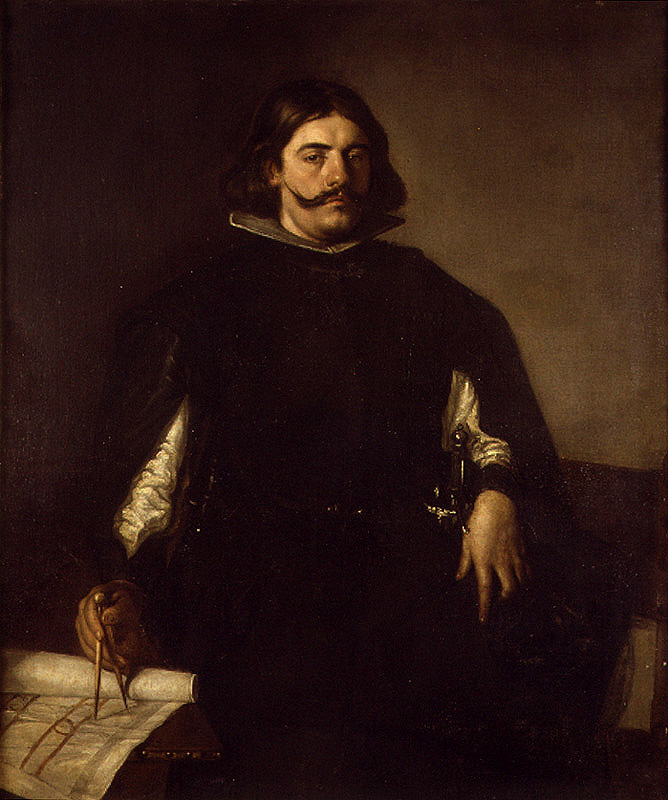
Portret van José Ratés Dalmau
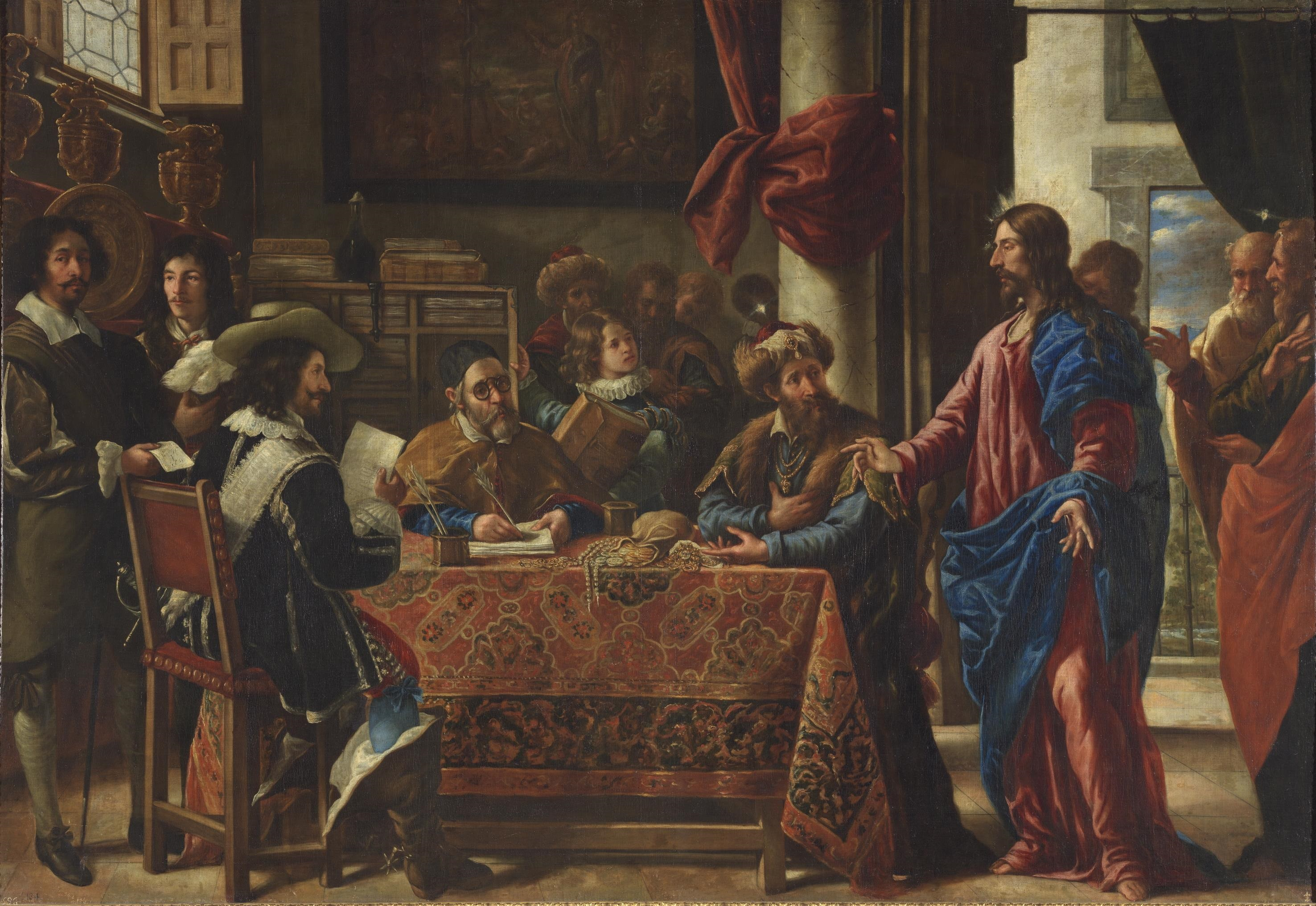
De roeping van Matteüs (1661): zelfportret links
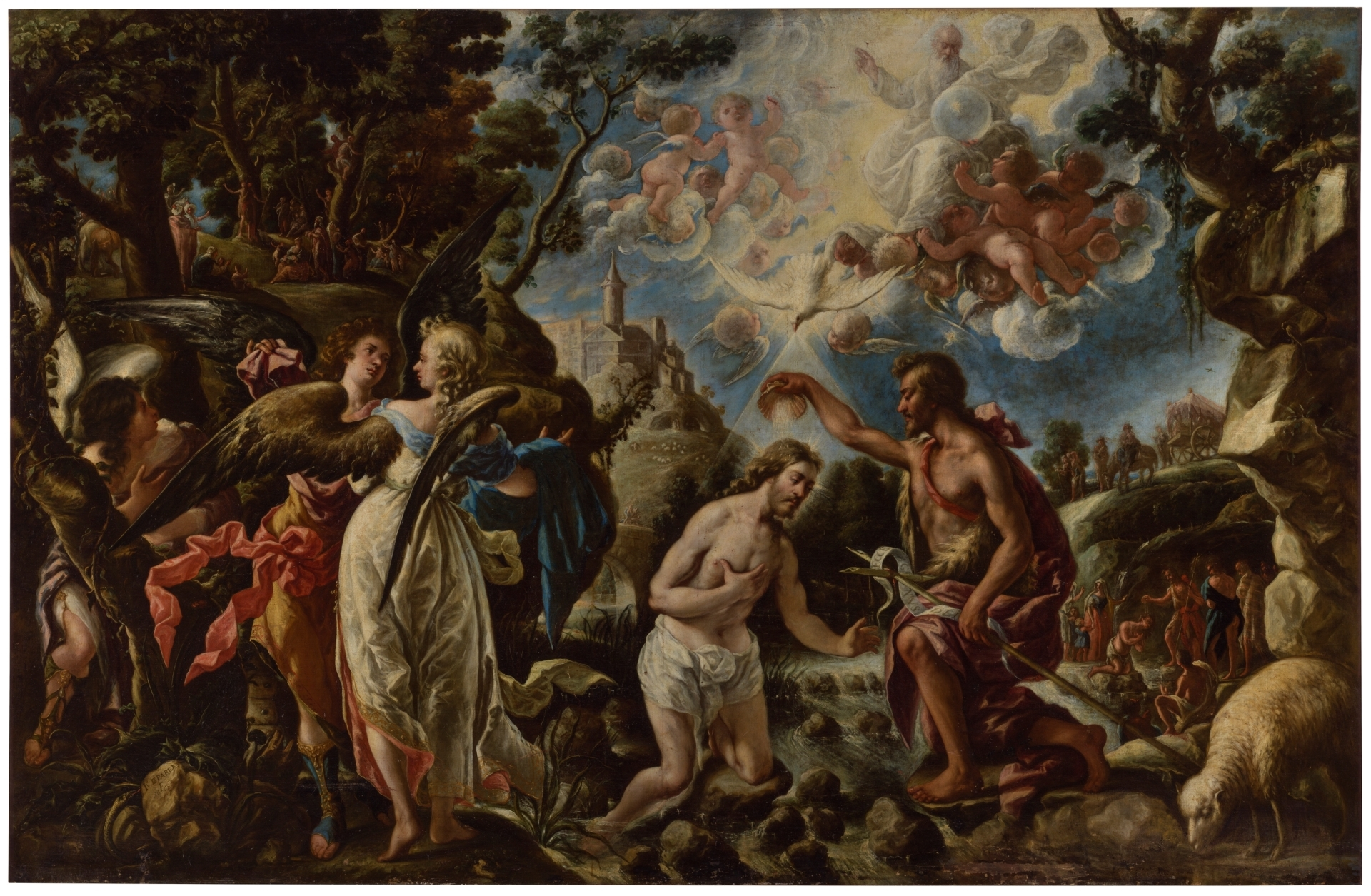
De doop van Christus (1667)

- Judith

- Portret van Agustín Moreto (ca. 1648–1653)
- Portret van een monnik (1651)
- De vlucht naar Egypte (1658)
- Portret van José Ratés Dalmau
- De roeping van Matteüs (1661): zelfportret links
- De doop van Christus (1667)

## Voetnoten
1. ↑  Over de archivalische vondst van het document, zie: Jennifer Montagu, "Velázquez Marginalia: His Slave Juan de Pareja and His Illegitimate Son Antonio", in: The Burlington Magazine, 1983, p. 683-685

- Biblioteca Nacional de España: XX1520607
- Catàleg d'autoritats de noms i títols de Catalunya: 981058620338406706
- Gemeinsame Normdatei: 132562863
- International Standard Name Identifier: 0000 0000 8126 9706
- Library of Congress Control Number: n93030700
- Nationale Bibliotheek van Israël: 987007270645105171
- Nederlandse Thesaurus van Auteursnamen: 166170445
- RKD-Nederlands Instituut voor Kunstgeschiedenis: 61794
- Union List of Artist Names: 500014259
- Virtual International Authority File: 48436165
- WorldCat: E39PBJpV7mkyxf4PyJdTHhhj4q